# Доисторический Вьетнам
Доистори́ческий пери́од в исто́рии Вьетнама охватывает время с момента появления первых людей на его территории.

## Нижний и средний палеолит
Возрастом 800 тыс. лет назад (806 ± 22 и 782 ± 20 тыс. л. н.) датируется бифасиальная индустрия, найденная на стоянках раннего палеолита Года и Роктынг недалеко от города Анкхе в провинции Зялай. Происхождение культуры анкхе связано с развитием галечно-отщепной индустрии Homo erectus.
500 000—300 000 годы до н. э. (палеолит) — древнейшие известные остатки гоминид. Останки Homo erectus из пещер Там Хуен и зуб из Там Хаи датируются 475 тыс. л. н. Зуб из местонахождения Танван датируется 250—300 тыс. л. н. Видовая принадлежность — Homo erectus или Homo heidelbergensis.

## Поздний палеолит
В ходе прибрежных миграций территорию Вьетнама около 50 тыс. лет назад заселили носители австралоидной расы. Пещеры и террасы на землях от современной провинции Лаокай до Нгеана были населены охотниками и собирателями.
- Культура Нгыом[вьет.] (Kỹ nghệ Ngườm, 23000 гг до н. э.)
- Культура Шонви[вьет.] (Văn hóa Sơn Vi, 20000-12000 гг. до н. э.)
- Культура Шойню[вьет.] (Văn hóa Soi Nhụ, 18000—7000 гг. до н. э.)

## Мезолит
- Культура Хоабинь (12000-10000 гг. до н. э.). Иногда эту культуру считают субнеолитической, поскольку при ее раскопах обнаруживают керамические изделия. Существуют гипотезы, что носители этой культуры начали одомашнивание растений. На основании данных генетики делается предположение об австралоидном облике хоабиньцев. Само название Хоабинь — местность у реки Да на севере Вьетнама, однако ареал культуры также охватывал территории Камбоджи, Лаоса, Мьянмы, Таиланда, Южного Китая и Суматры

## Неолит
- Культура Бакшон (10000-8000 гг. до н. э.)
- Культура Кюиньван, вьет. Quỳnh Văn (8000-6000 гг. до н. э.)
- Культура Дабут[вьет.] (Văn hóa Đa Bút, 6000-5000 гг. до н. э.)

Неолитические топоры и другие подобные артефакты найдены в пещерах национального парка Фонгня-Кебанг.

## Бронзовый век
- Культура Фунгнгуен (5000-4000 гг. до н. э.)
- Культура Донгдау[вьет.] (Văn hóa Đồng Đậu, 4000-2500 гг. до н. э.)
- Культура Гомун[вьет.] (Văn hóa Gò Mun, 2500—2000 гг. до н. э.)

У двух образцов возрастом 6,2 тыс. калиброванных лет назад из местонахождения Con Co Ngua (CCN) в Тхань Хоа определили митохондриальную гаплогруппу R0, которая не была обнаружена ни у одного современного вьетнамца.

## Железный век
- Культура Донгшон (2000 г. до н. э.-200 г. н. э.)
- Культура Сахюинь (1000 г. до н. э.-200 г. н. э.)
- Культура Окэо[вьет.] (Văn hoá Óc Eo, 1-630 г. н. э.)